# Пастух Віталій Володимирович
Пастух Віталій Володимирович (нар. 1 жовтня 1972, Улан-Батор, Монголія) — український музичний та телевізійний продюсер.

## Життєпис
Народився сім'ї військовослужбовця. Монголія м. Улан-Батор.
З 1974 по 1984 проживав у військовому містечку міста Цхакая (Сенакі) Грузія.
З 1984 по 1987 проживав у місті Луцьк Волинської обл.
В 1987 переїжджає жити у місто Сєвєродонецьк Луганської обл., де у 1990 році закінчив ПТУ№ 98 та отримав середню та професійну освіту газоелектрозварювальника.
1990—1992 роки служба у збройних силах. З 1992 по 2000 рік працював на будівництвах міста та на хімічному комбінаті АЗОТ.
У 2000 році був запрошений працювати журналістом у місцеву газету «Северодонецкие Вести» де вів молодіжну сторінку. Паралельно, вже як головний редактор працював у заснованому першим у східному регіоні України кольоровому молодіжному журналі NNC. З цього ж часу розпочинається співпраця з молодими музикантами міста Севєродонецька, для яких він пише тексти пісень (Бастіон, ДжайБату).
У 2001 році, зі своїми однодумцями організував музичний фестиваль «Зоряна Брама» в якому брали участь лише українські гурти.
У 2002 році Віталій переїздить до Києва та розпочинає роботу з гуртом «Таліта Кум» як директор.
З 2004 року розпочалась співпраця з Марією Бурмакою.
З 2005 року заснував Продюсерський центр «МІЯ» який співпрацював з такими артистами: Марія Бурмака, НУМЕР482, СірикBand, Нічлава та інші.
2005—2007 Директор «Українського молодіжного центру» при Міністерстві Сім'ї, Молоді та Спорту, м. Київ.
2013—2015 рік — продюсування гурту Ray Band
2015—2016 директор Анастасії Приходько.
2016—2017 директор гурту «Гайдамаки».
2017 по сьогодні, директор компанії «АртистUA» та продюсер співачки Riya.

## Творча діяльність

### Концертна діяльність
- Організатор та музичний продюсер туру «Підтримаємо своїх» у 2014 році із українськими артистами. В турі взяло участь 26 артистів, відбулося 25 концертів у 12 містах.[1][2]
- Проведення молодіжних масових заходів: День молоді, День пам'яті Героїв Крут, День Незалежності України, День матері, відкриття різноманітних спортивних змагань.
- Організація комерційних концертів українських артистів 2003—2015 років.

### Телевізійні проекти
- Телеканал ТВі Продюсер програм: «Музика для дорослих з Марією Бурмакою» 2011—2014 рр, «ЖИВЯКОМ» 2013 р.
- Продюсер програми «Неформат» на телекалі CITI у 2010—2011 рр.

## Родина
Одружений. Четверо дітей. Має рідну сестру Бодрову Ріту Володимірівну (Волгоград, Росія) та зведеного брата Назаренко Вадим Валерійович. Старший син Пастух Олексій Віталійович з 2015 року боєць батальйону «Азов».